# Sarısu
Sarısu (tłum. żółte jezioro) – największe jezioro Azerbejdżanu, położone w rejonach İmişli i Sabirabad, na Nizinie Kurańskiej.
Jezioro Sarısu rozciąga się wzdłuż prawego brzegu rzeki Kury na długości ok. 22 km. Leży na wysokości 12 m p.p.m. Słodkowodne. Zasilane jest strumieniem wypływającym z pobliskiego jeziora Ağgöl, wodami gruntowymi oraz opadowymi). Połączenie z rzeką Kurą jest regulowane przez stację wodną w Muradbəyli.
Jezioro jest oddzielone od terenów zamieszkałych na północy drogą zapobiegającą potencjalnemu zanieczyszczaniu go. Południowa część jeziora została zanieczyszczona przez wody pochodzące z obszarów wydobycia ropy naftowej.
Na brzegach występują mokradła i bagna. Całkowita powierzchnia jeziora to 65,7 km². Przybliżona objętość wód jeziora wynosi 60 milionów m³. Średnia głębokość to 1–3 metry; przy linii brzegowej około 0,1–0,9 metra. Wzrost ilości wody obserwowany jest głównie w sezonach wiosennym i jesiennym. W okresie zimowym średni czas utrzymywania się pokrywy lodowej to 11 dni. Wykorzystywane jest głównie do rybołówstwa, a częściowo także do nawadniania. W jeziorze występują liczne karpie i wobły. Sprzyjające warunki ściągają co roku około 300–350 tysięcy ptaków przylatujących na zimę. Mineralizacja Sarısu jest wysoka.

## Wylewy i powodzie
W 1976 roku wylew rzeki Kury spowodował wzrost rozmiarów jeziora od około trzech do pięciu razy. W maju 2010 roku tereny te nawiedziła duża powódź. Obfite deszcze spowodowały wzrost poziomu Kury o 12 cm, a poziomu Sarısu o 20 cm. 24 maja 2010 roku wioska Muradbəyli, otoczona od południa jeziorem Sarısu, a od północy rzeką Kurą, została kompletnie zalana, z powodu zniszczenia zapory. Ewakuowano ludność z Muradbəyli i kilku okolicznych wiosek: Qasımbəyli, Əsgərbəyli, Axtaçı (z rejonu Sabirabad) oraz Nərimanov, Musalı, Dəlilər i Novruzlu (z rejonu Saatlı).